# حجاب (ملابس)

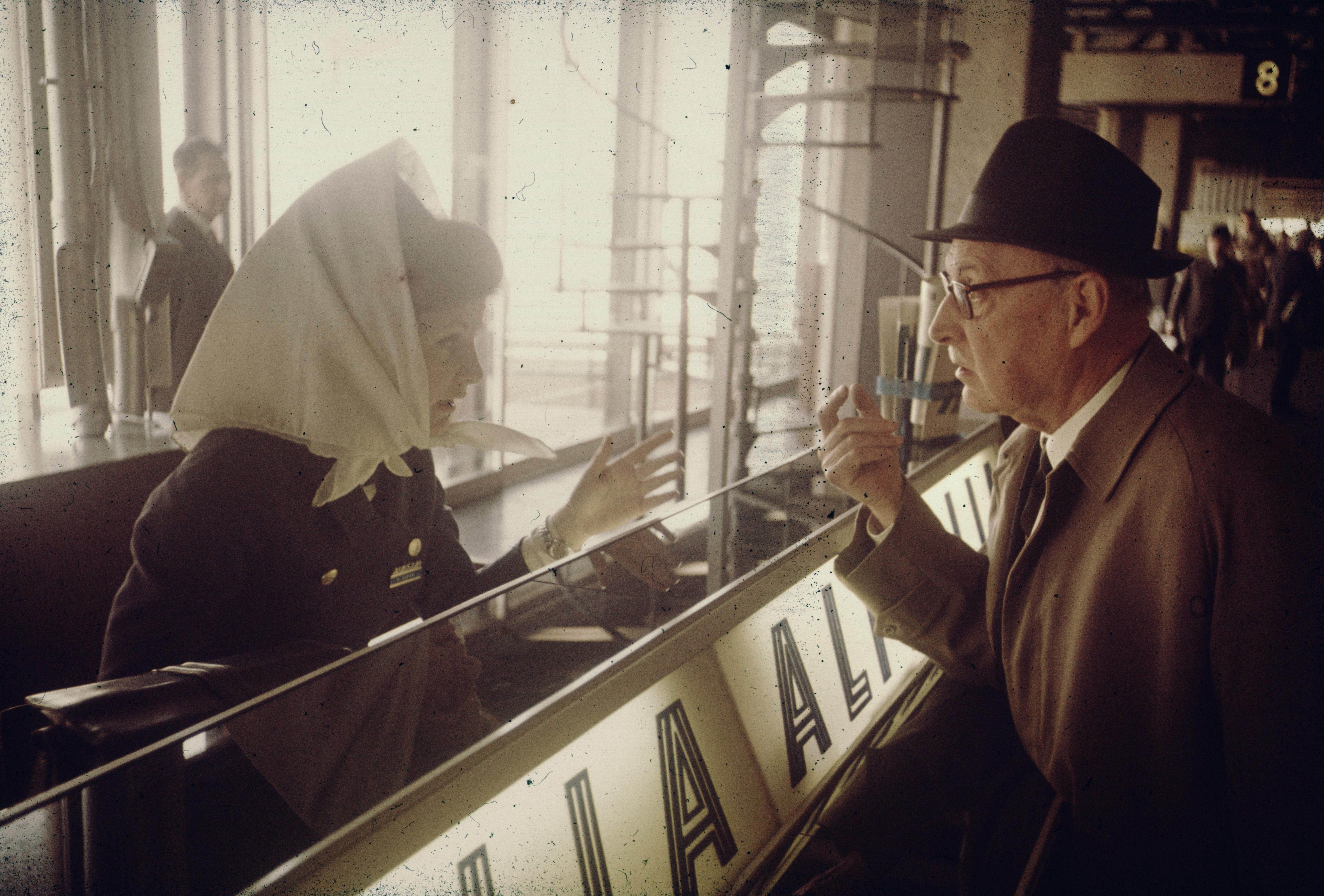
موظفة تعمل في شركة أليطاليا ترتدي الحجاب عام 1970

الحجاب (بالإنجليزية: Veil)‏ هو مصطلح لغطاء الرأس والشعر للمرأة، وله أهمية عند بعض الناس وخصوصا المتدينين منهم، إذ تقوم بعض النساء بلبسه تأدية واحتراما للتعاليم الدينية. وهذا الزي أيضاً له أهمية اجتماعية وثقافية. ويعد القرآن من الكتب التي أوصت النساء بلبس الحجاب، حيث أوصى المرأة بتغطية جسمها. ويسميه البعض بالبرقع أو الجادور وقد كان الحجاب يلبس في العصور القديمة وهو يعتبر فريضة عند بعض الطوائف المسيحية مثل الآميش والمينونايت وأيضاً في بعض الطوائف اليهودية والهندوسية والوثنية ويعتبر فريضة بالنسبة للراهبات في المسيحية.

## الحجاب في المسيحية
غطاء الرأس أو الحجاب من الرأس الذي تضعه النساء في التقاليد المسيحية. إذ تقوم بعض النساء بلبسه تأدية واحتراما للتعاليم الدينية. وهذا الزي أيضاً له أهمية اجتماعية وثقافية. وهو يعتبر فريضة عند بعض الطوائف المسيحية مثل الآميش والمينونايت ويعتبر فريضة بالنسبة للراهبات في الكنائس الكاثوليكية والأرثوذكسية.

في الكاثوليكية، تغطية الرأس للمرأة في الكنيسة واجبة منذ عام 1917 ويكون من خلال ارتداء المانتيلا وهي قطعة من الدانتيل أو الحرير توضع على الراس والكتف ويتم عادة وضعها على مشط مزخرف كبير. بعض الكنائس الكاثوليكية الشرقية والأرثوذكسية الشرقية والأرثوذكسية المشرقية تطلب من النساء تغطية رؤوسهن في الكنيسة. في الطوائف المسيحية مثل كنيسة يسوع المسيح لقديسي الأيام الأخيرة وأتباع كنائس تجديدية العماد البروتستانتية مثل الأميش حيث تلتزم نسائها بلبس نوع من الطاقية أو غطاء الرأس وهن لا يلبسن إلا الأكمام الطويلة واللباس الفضفاض الطويل ويلتزم رجالها بلبس القبعات التي يختلف نوعها باختلاف المناسبة، كما ويلتزم الرجال من مذهب تجديدية العماد بلبس ملابس خاصة.

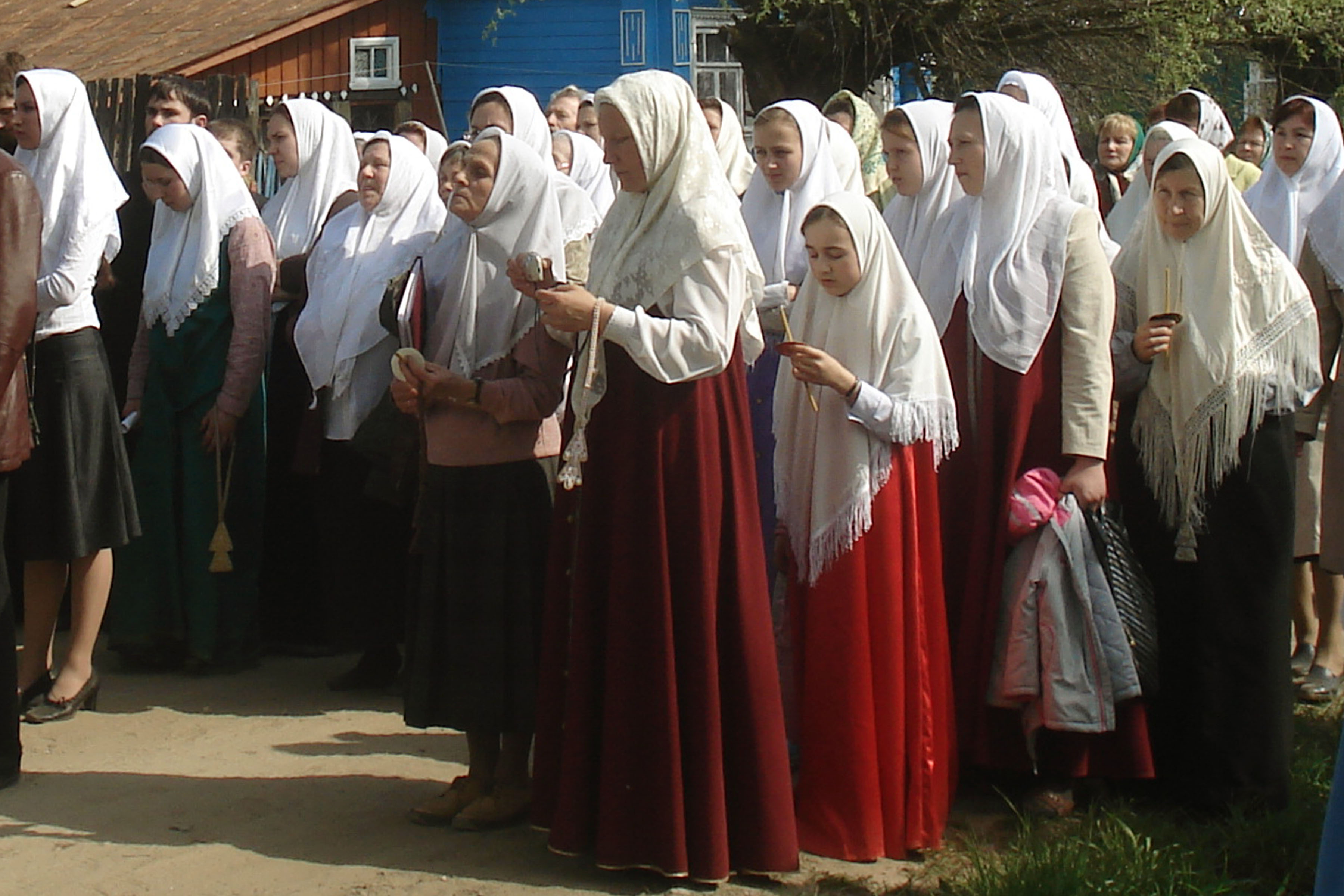
نساء الكنيسة الأرثوذكسية الروسية يرتدون أغطية الرأس المسيحية
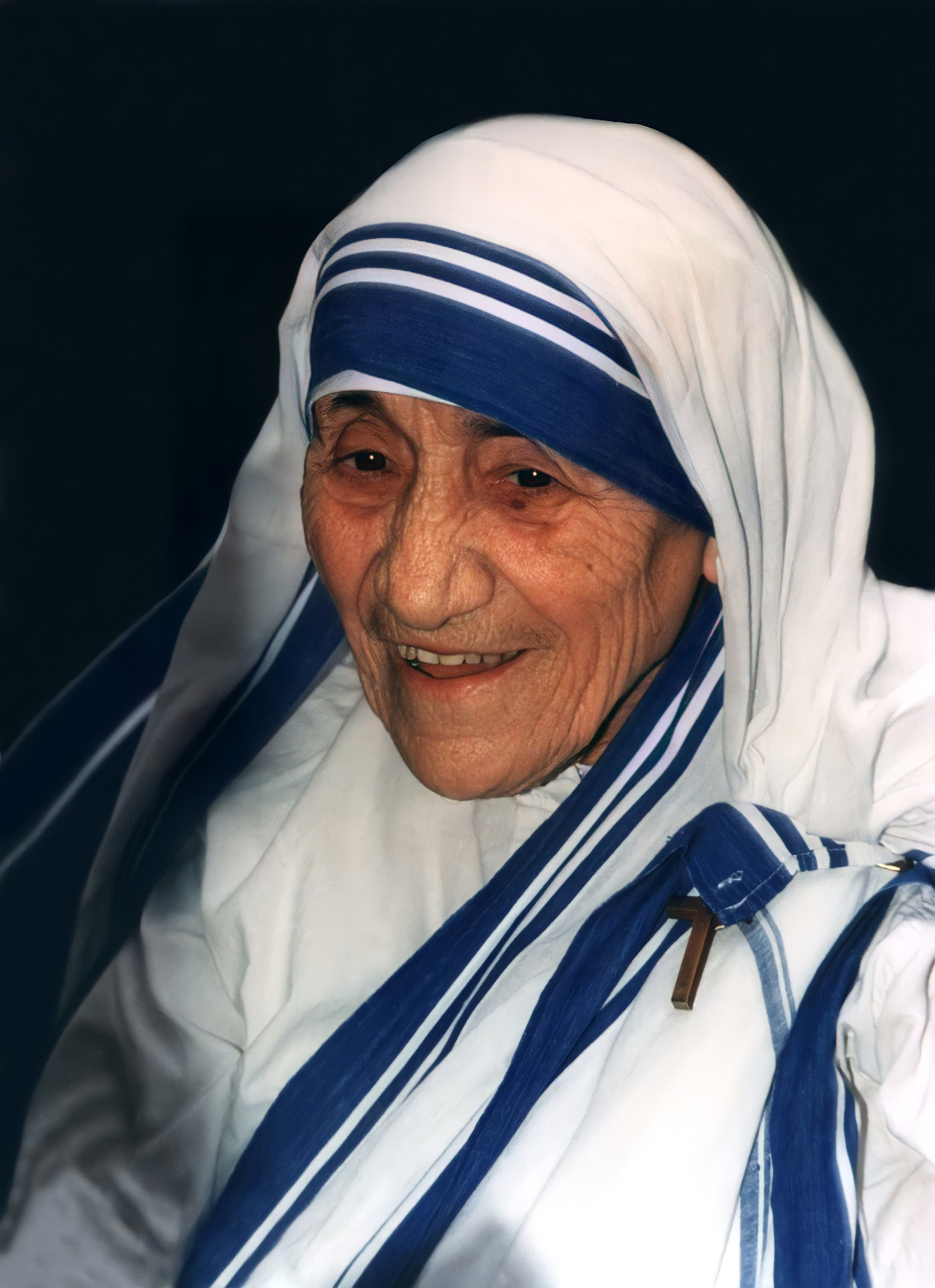
الأم تريزا بالحجاب
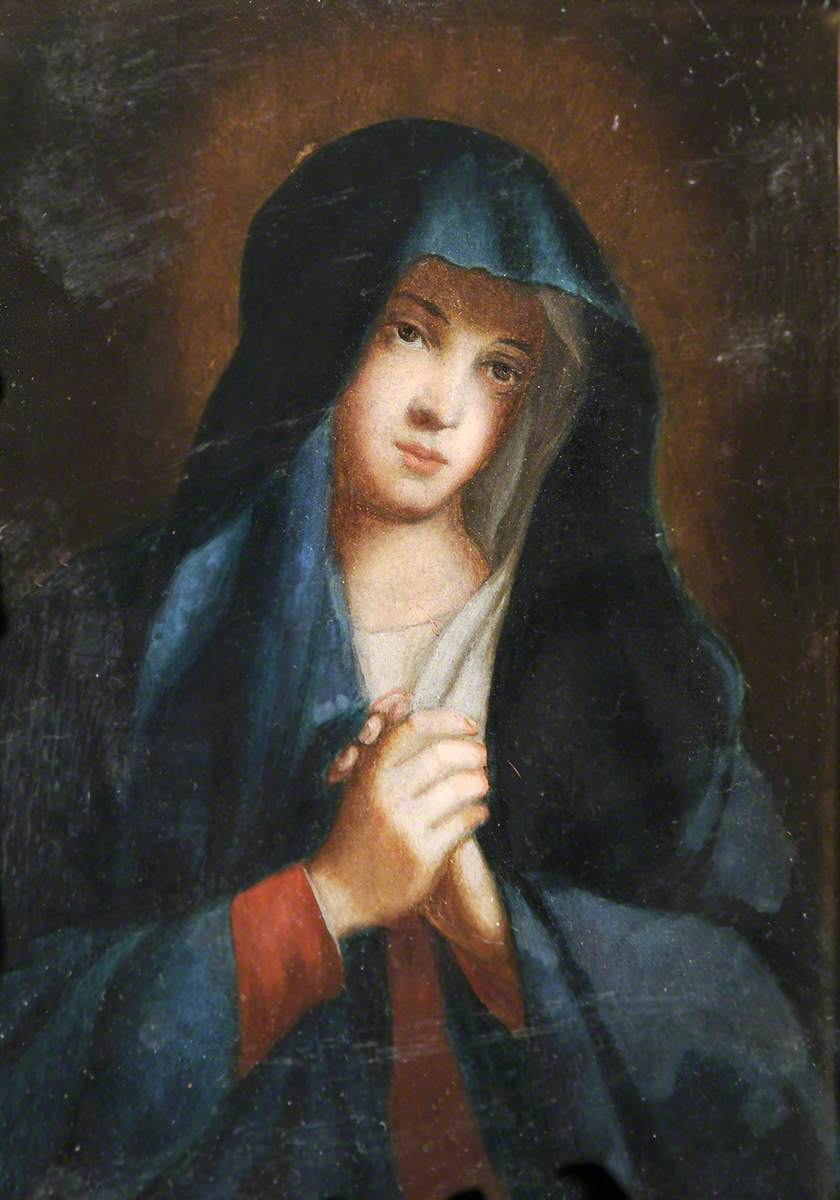
يتم تصوير مريم العذراء في المعتقدات المسيحية بغطاء رأس
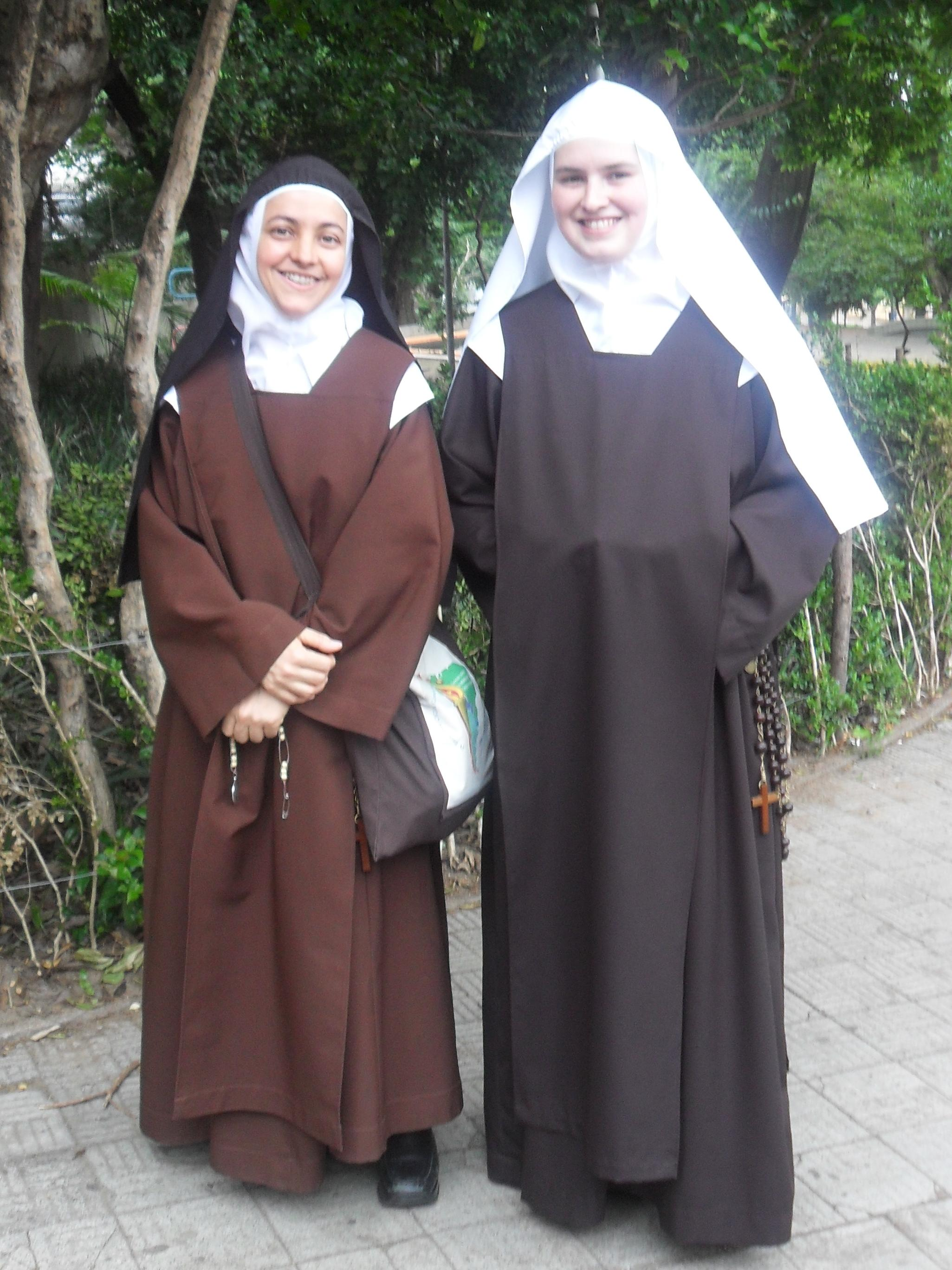
يُفرض على الراهبات تغطية الرأس.
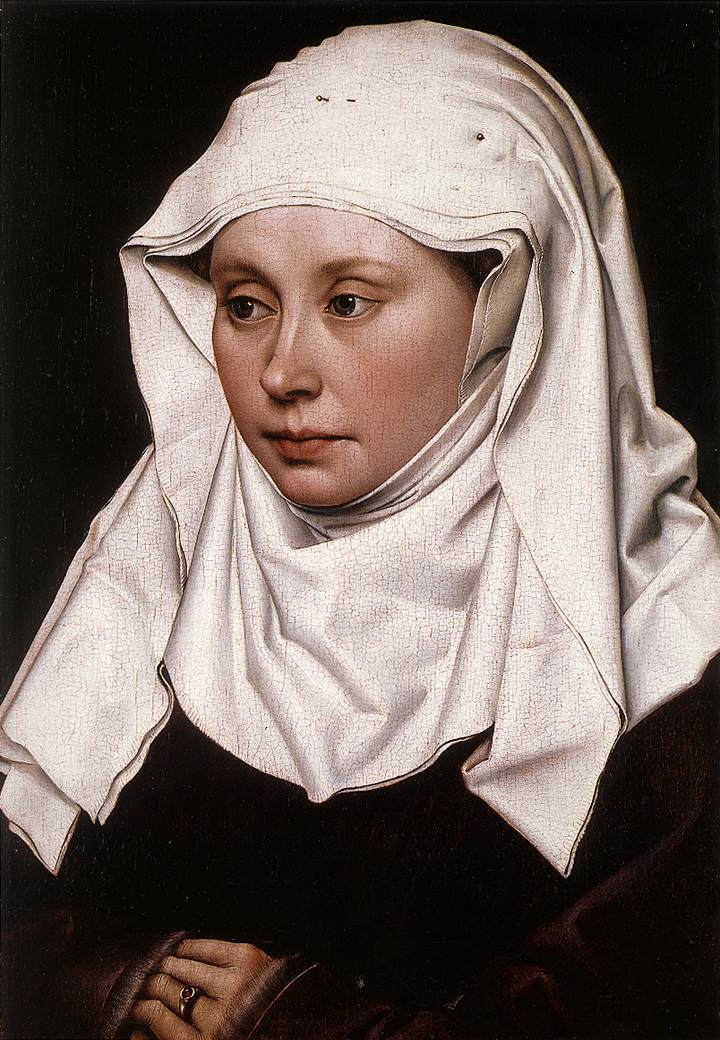
لوحة لامرأة مسيحية، بقلم روبرت كامبين ( 1379-1444)

## تاريخ

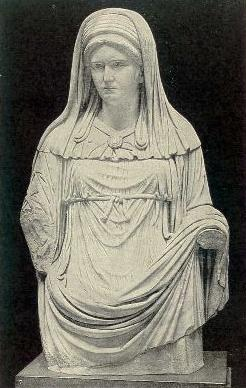
تمثال روماني لعذراء فيستال محجبة.

### العصور القديمة
ارتدت النساء في بلاد ما بين النهرين القديمة وفي الإمبراطوريتين اليونانية والفارسية الحجاب كعلامة على الاحترام والمكانة العالية. تم العثور على أول إشارة مشهود لها بالحجاب على قانون القانون الآشوري الأوسط الذي يرجع تاريخه إلى ما بين 1400 و 1100 قبل الميلاد. كان لدى آشور قوانين صريحة توضح بالتفصيل أنه على النساء أن يرتدين الحجاب، مُنعت العاهرات من ارتداء الحجاب وواجهن عقوبات قاسية إذا فعلن ذلك.
كان الحجاب شائعًا في اليونان القديمة. بين 550 و 323 قبل الميلاد، كان يُتوقع من النساء المحترمات في المجتمع اليوناني أن يعزلن أنفسهن ويرتدين ملابس تخفيهن عن أعين الرجال الغريبين.
عند الرومان عادة ما لا تحجب الفتيات غير المتزوجات رؤوسهن في تلك الفترة، لكن احياناً يفعلون ذلك لإظهار تواضعهن وعفتهن، في عام 166 قبل الميلاد، قام القنصل سولبيسيوس جالوس بتطليق زوجته لأنها تركت المنزل وشعرها مكشوف.

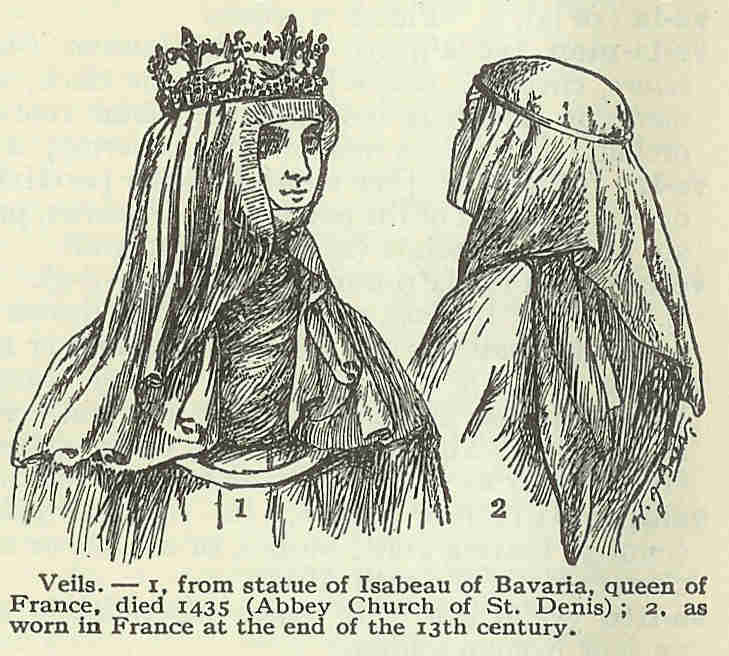
ملكة فرنسا، مرتدية الحجاب.

### التاريخ اللاحق
لعدة قرون، كانت النساء في أوروبا، باستثناء الفتيات الصغيرات غير المتزوجات، يرتدين الحجاب الذي يغطي شعرهن بالكامل، وكان شيوع الحجاب يختلف من بلد إلى آخر. في إيطاليا، تم ارتداء الحجاب، بما في ذلك حجاب الوجه، في بعض المناطق حتى السبعينيات. غالبًا ما كانت النساء في جنوب إيطاليا يغطين رؤوسهن لإظهار أنهن متواضعات وعفيفات وذات سلوك جيد ورع. كانوا يرتدون بشكل عام الكفة (القبعة)، ثم "fazzoletto" (منديل / وشاح الرأس) قطعة قماش طويلة مثلثة أو مستطيلة يمكن ربطها بطرق مختلفة، وأحيانًا تغطي الوجه بالكامل باستثناء العينين.
في اليهودية والمسيحية والإسلام، كان مفهوم تغطية الرأس مرتبطًا أو مناسبًا بالسلامة والتواضع. تظهر معظم الصور التقليدية لمريم العذراء، والدة المسيح، محجبة. خلال العصور الوسطى، غطت معظم النساء المتزوجات الأوروبيات شعرهن.

وكانت النساء الكاثوليكيات يستخدمن الدانتيل عادةً، ويحتفظ عدد من الكنائس التقليدية جدًا بهذه العادة. كانت الأغطية هي القاعدة في الكنائس غير الكاثوليكية. لا تزال حجاب الوجه من الدانتيل ترتديه في كثير من الأحيان الأقارب الإناث في الجنازات في بعض البلدان الكاثوليكية. في اليهودية الأرثوذكسية ترتدي العديد من النساء اليهوديات الحجاب.

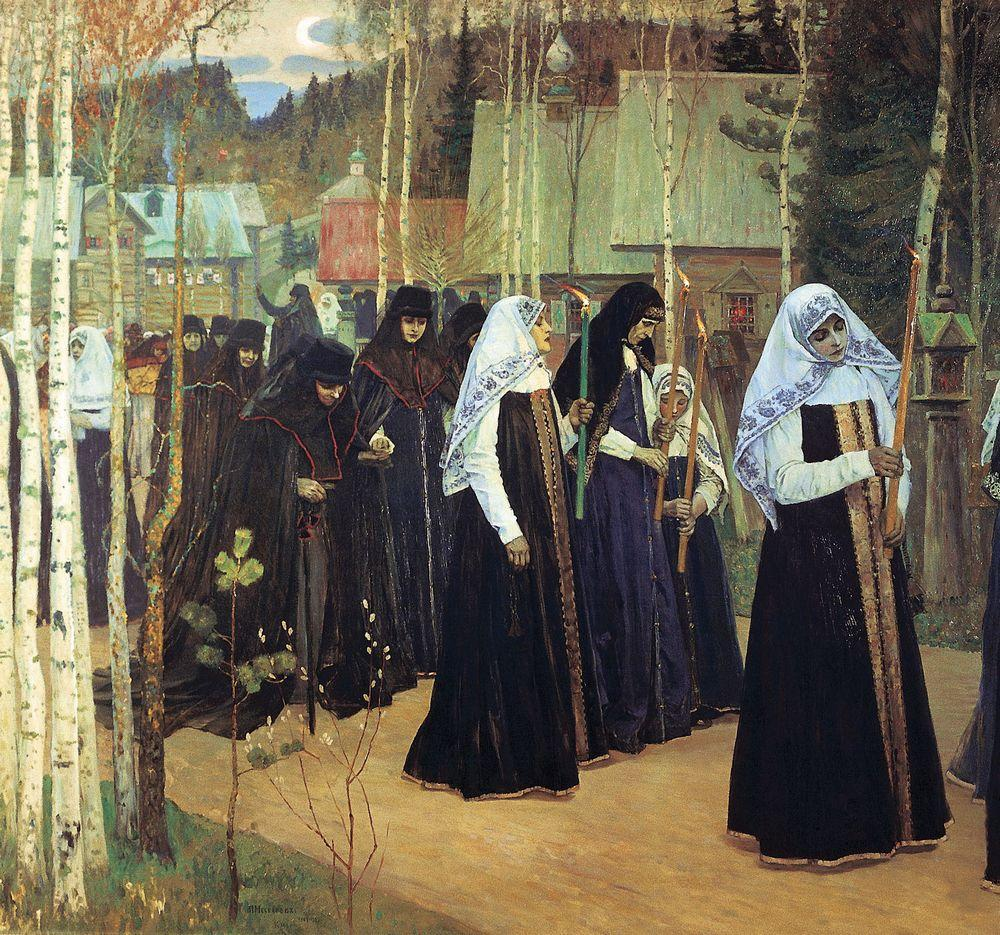
أخذ الحجاب، ميخائيل نيستيروف (1897-1898).
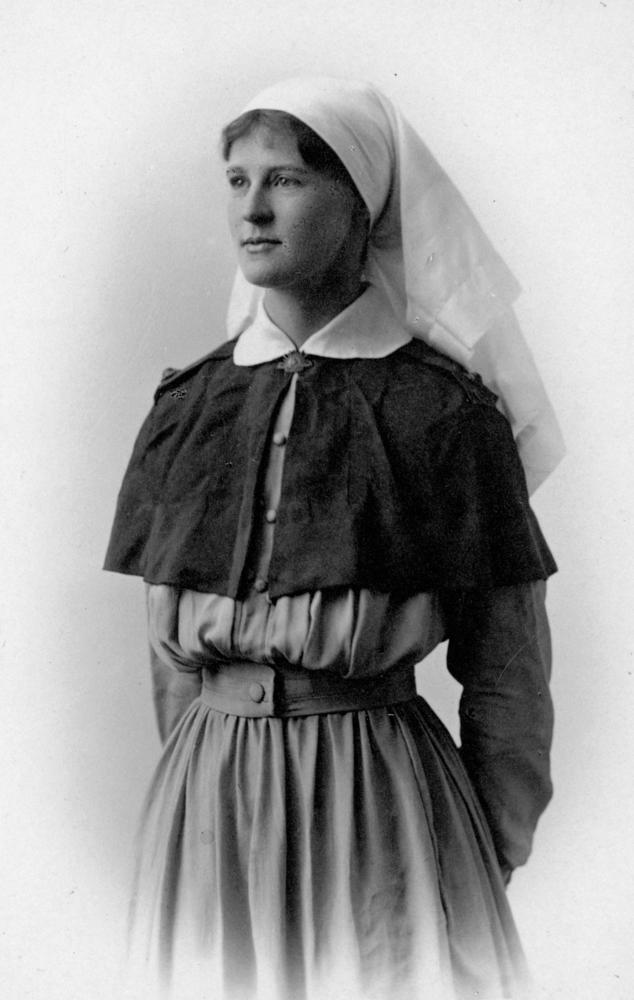
ممرضة ماكلين ترتدي حجاب زيها الرسمي.
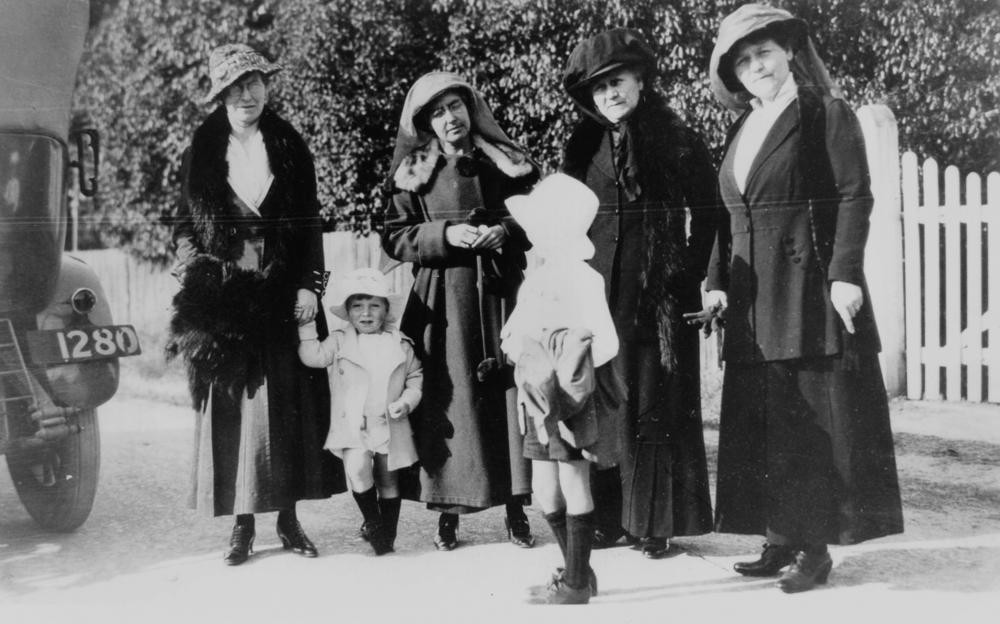
غطاء الرأس كان شائعا في أوروبا، قبل الحرب العالمية الأولى.
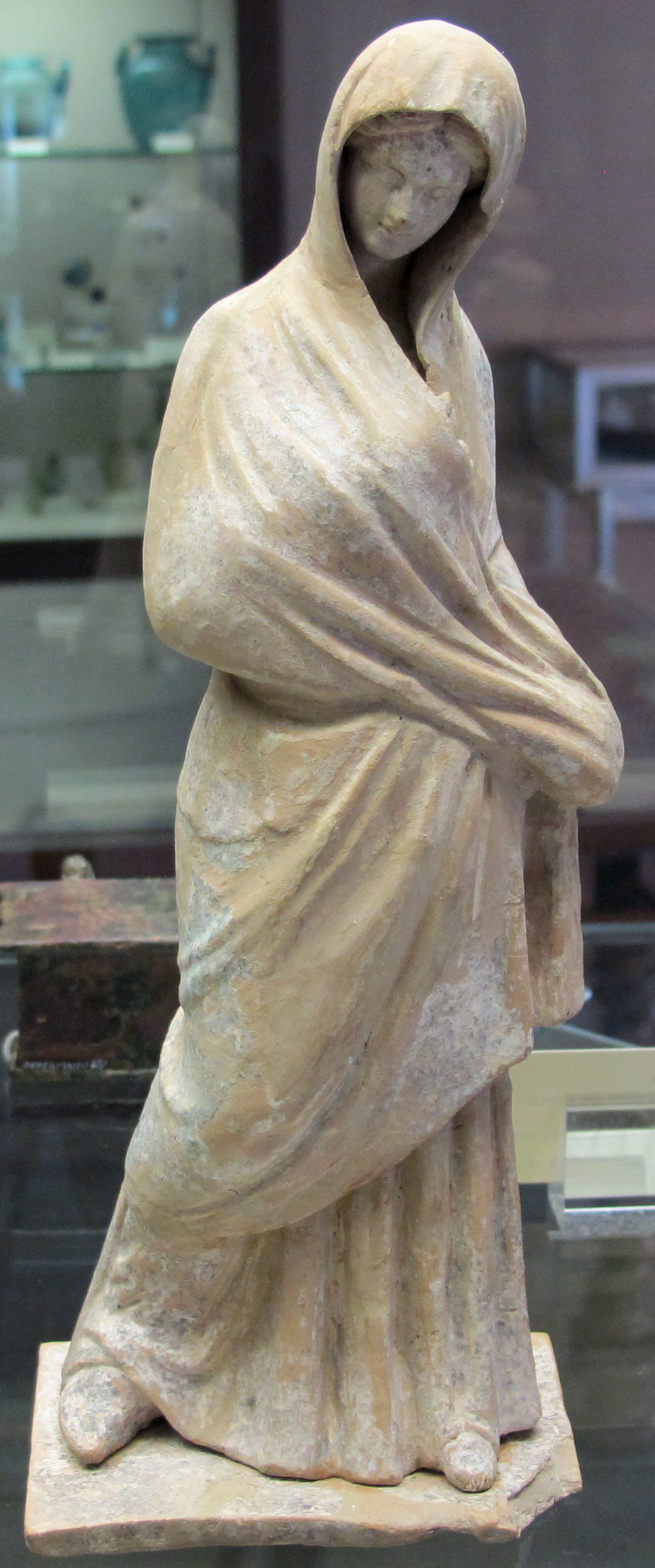
تمثال صغير لامرأة شابة (تاناغرا)، اليونان، القرن الرابع قبل الميلاد.
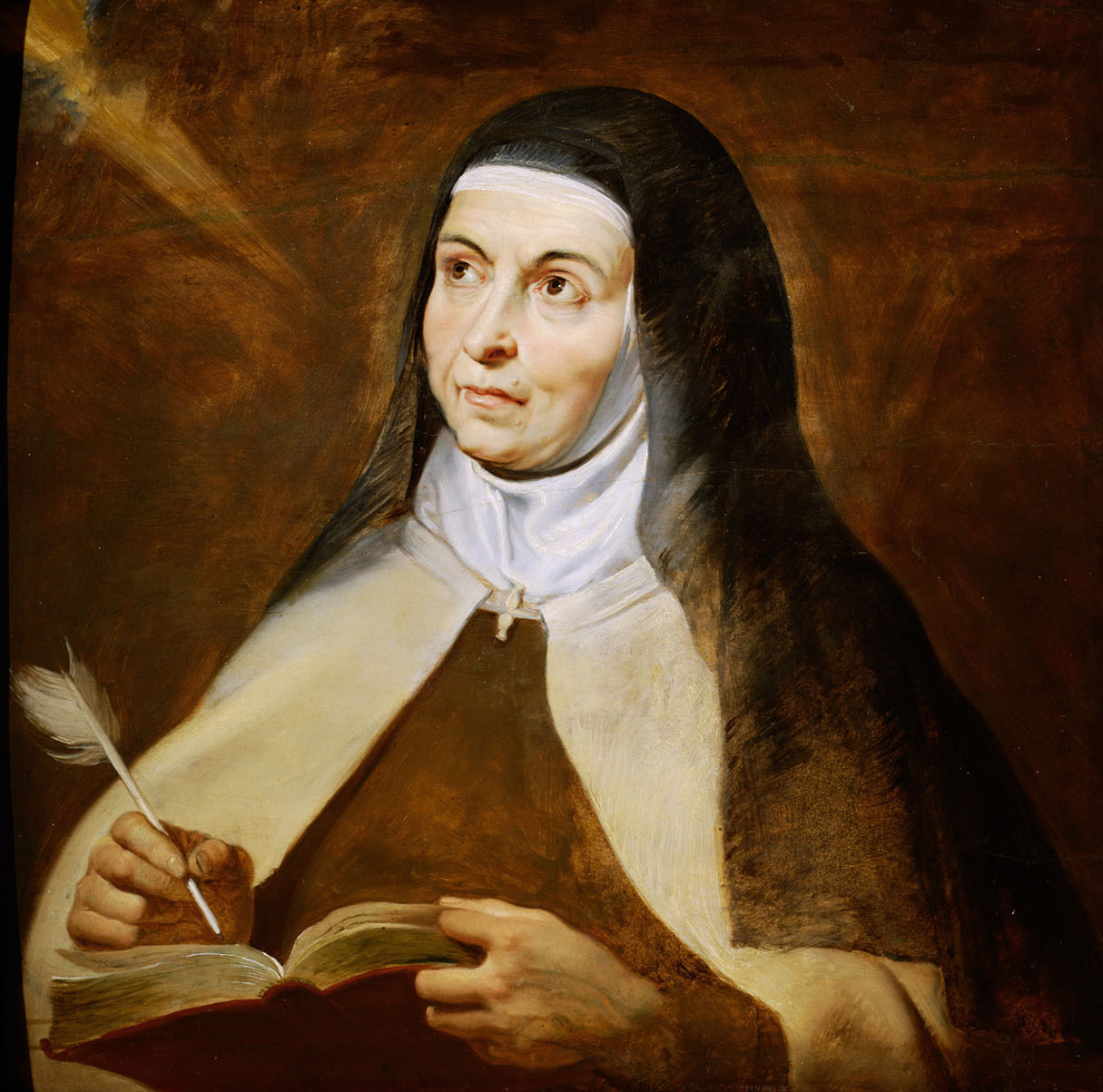
راهبة بقماش ملفوف حول وجهها ومغطاة بحجاب طويل.
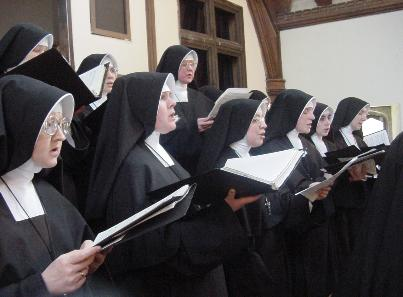
الراهبات بالحجاب الأسود.

## غطاء الرأس في اليهودية
تحدث العهد القديم وسفر التكوين عن غطاء الرأس للمرأة والتلمود الحبر الشهير موسى بن ميمون يقول إذا خرجت المرأة من بيتها دون النقاب فقد خرجت من اليهودية. يرتدي النساء اليهوديات البرقع خاصة النساء اليهود الحريديم، المتواجدات في إسرائيل حيث تعتقد النساء أن تغطية الرأس والجسد بالكامل هي أحد مظاهر التواضع والزهد.

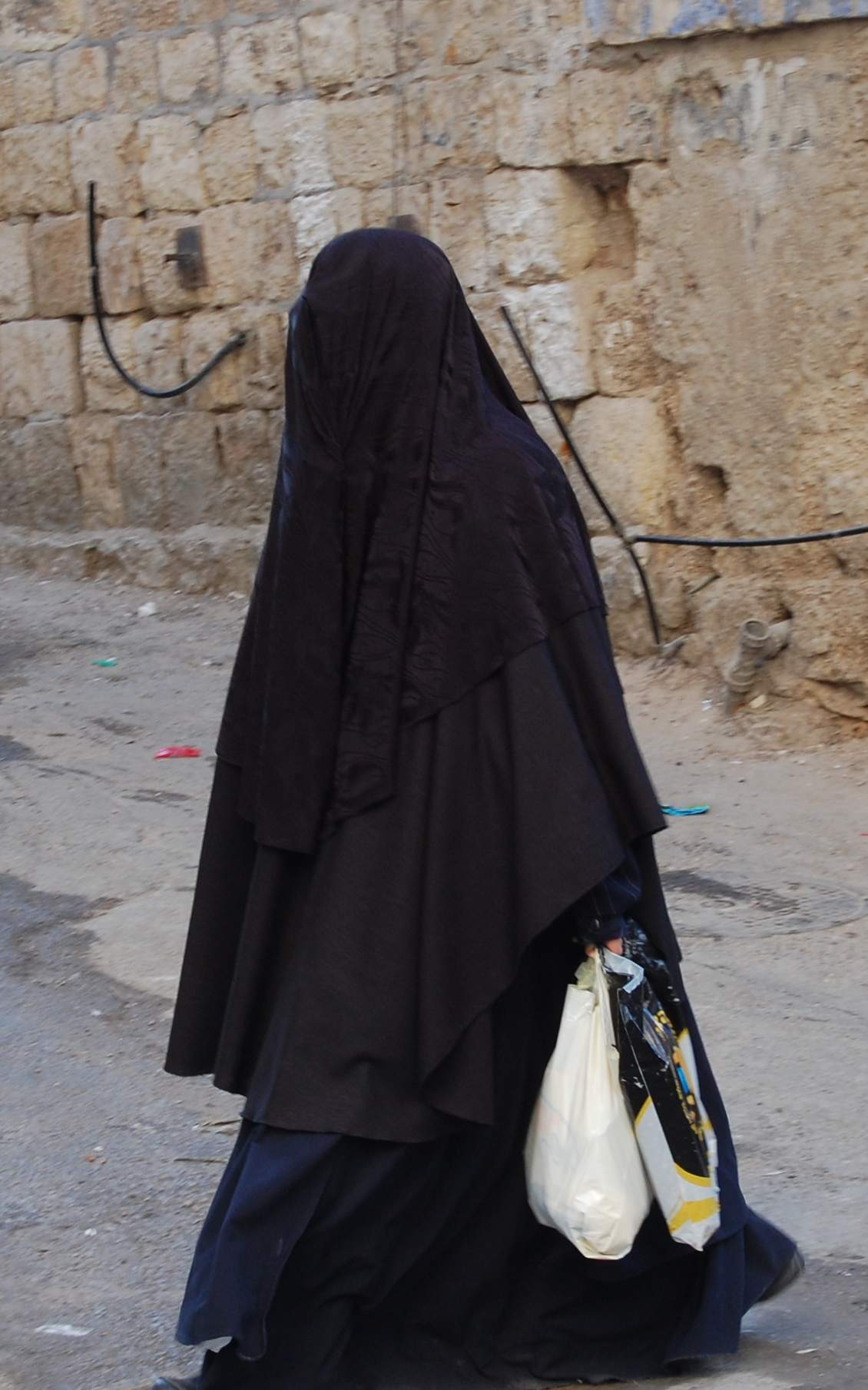
صورة لأحد نساء اليهود الحريديم في القدس مرتدية البرقع الحريدي.
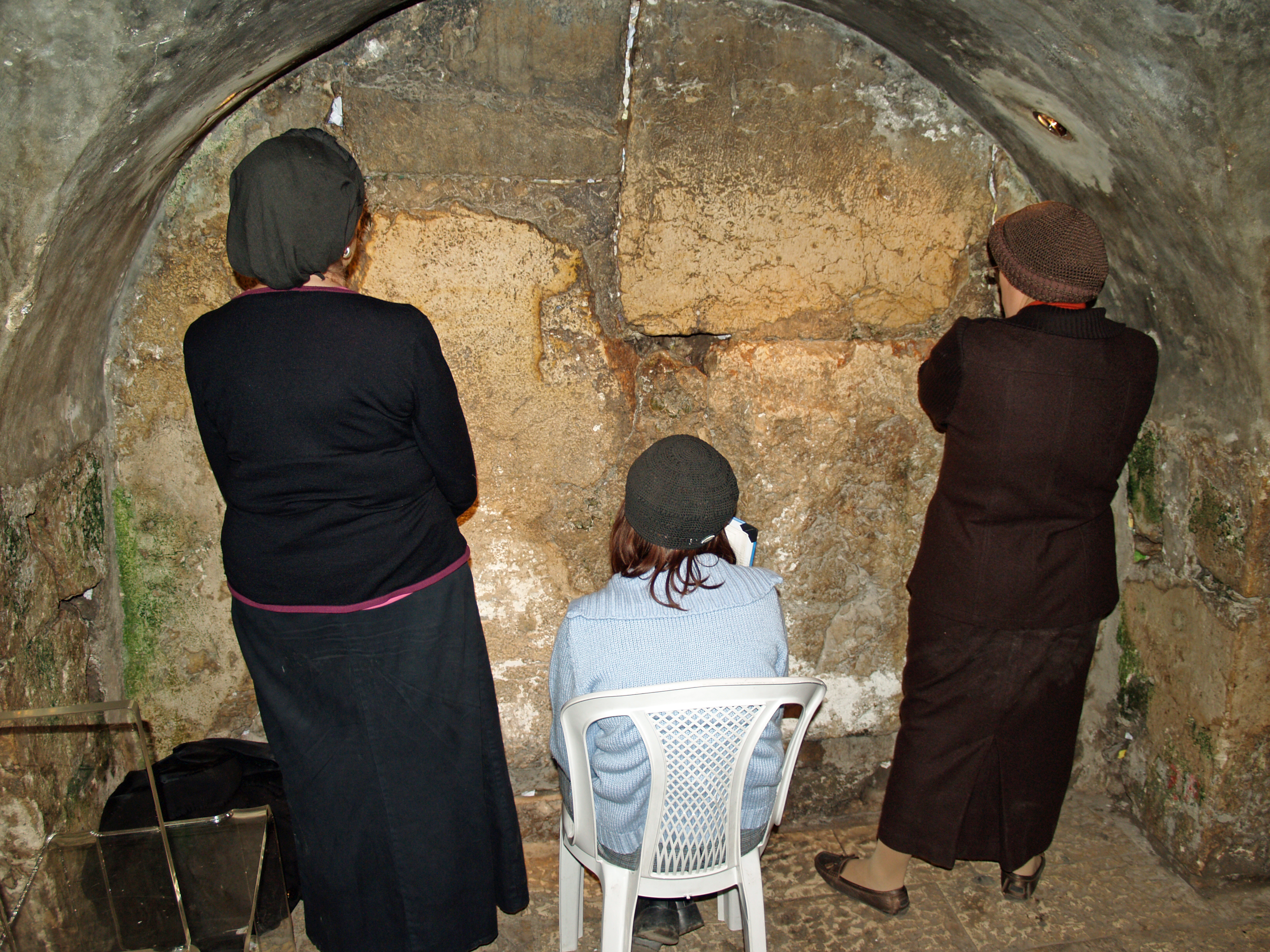
صلاة امرأة يهودية.
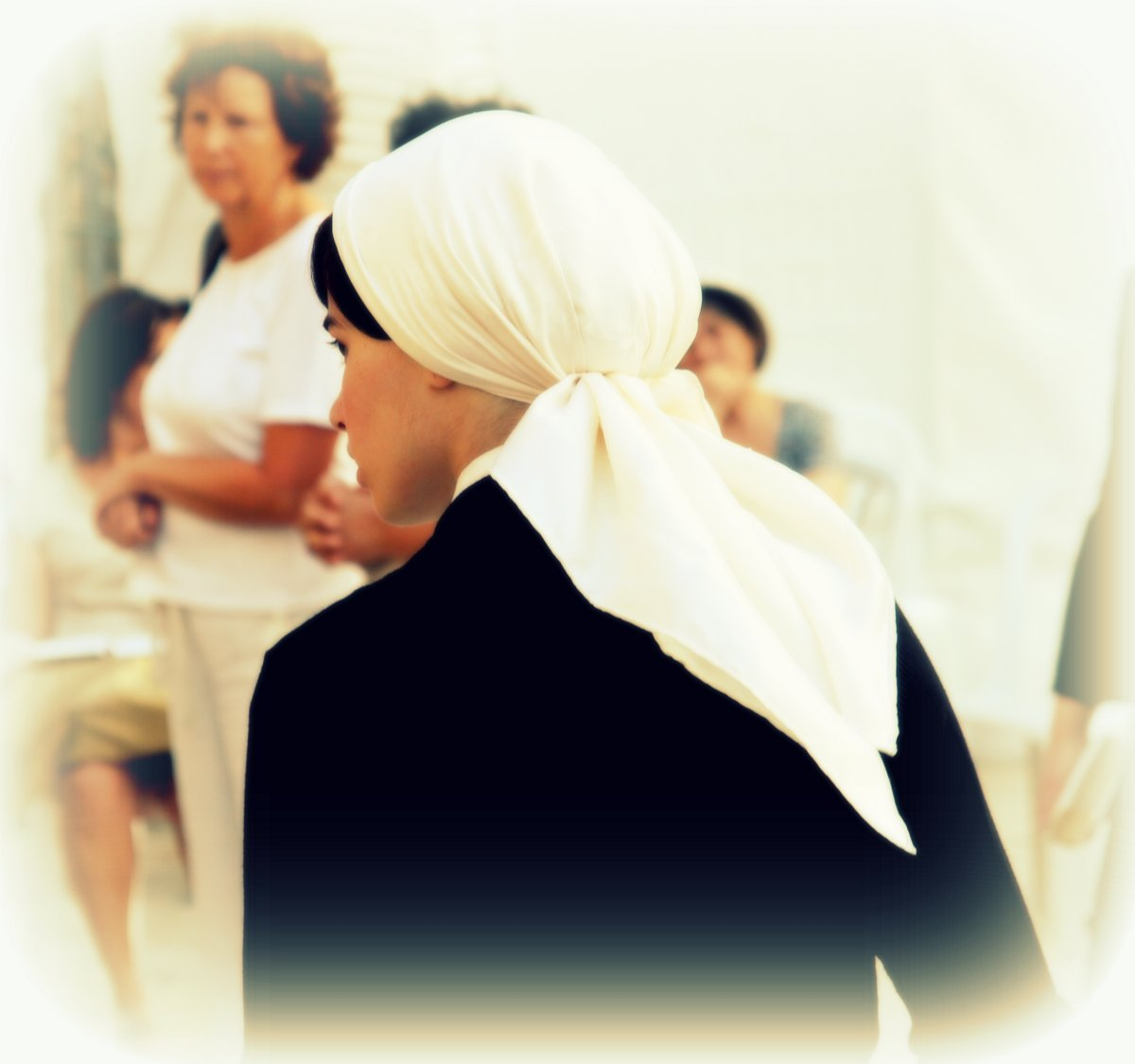
شابة يهودية برأس مغطى.

## الحجاب في ثقافات أخرى

### الديانات الهندية
في شبه القارة الهندية من القرن الأول قبل الميلاد كانت النساء في مجتمعات الهندوس يرتدين «غطاء الرأس» الحجاب، الذي يُعرف باسم «غونغات». حاول البوذيون مواجهة هذه الممارسة المتزايدة حوالي القرن الثالث الميلادي، في القرون الوسطى كان على المرأة الهندوسية تغطية رأسها ووجهها.

وقد سبق لبابا الهندوس أروناكيرينادار في معبد مادوراي النساء الهندوسيات بلبس الحجاب؛ وذلك تحاشيًا لنظرات الرجال، وتخفيضًا للجرائم الجنسية المنتشرة في الهند.

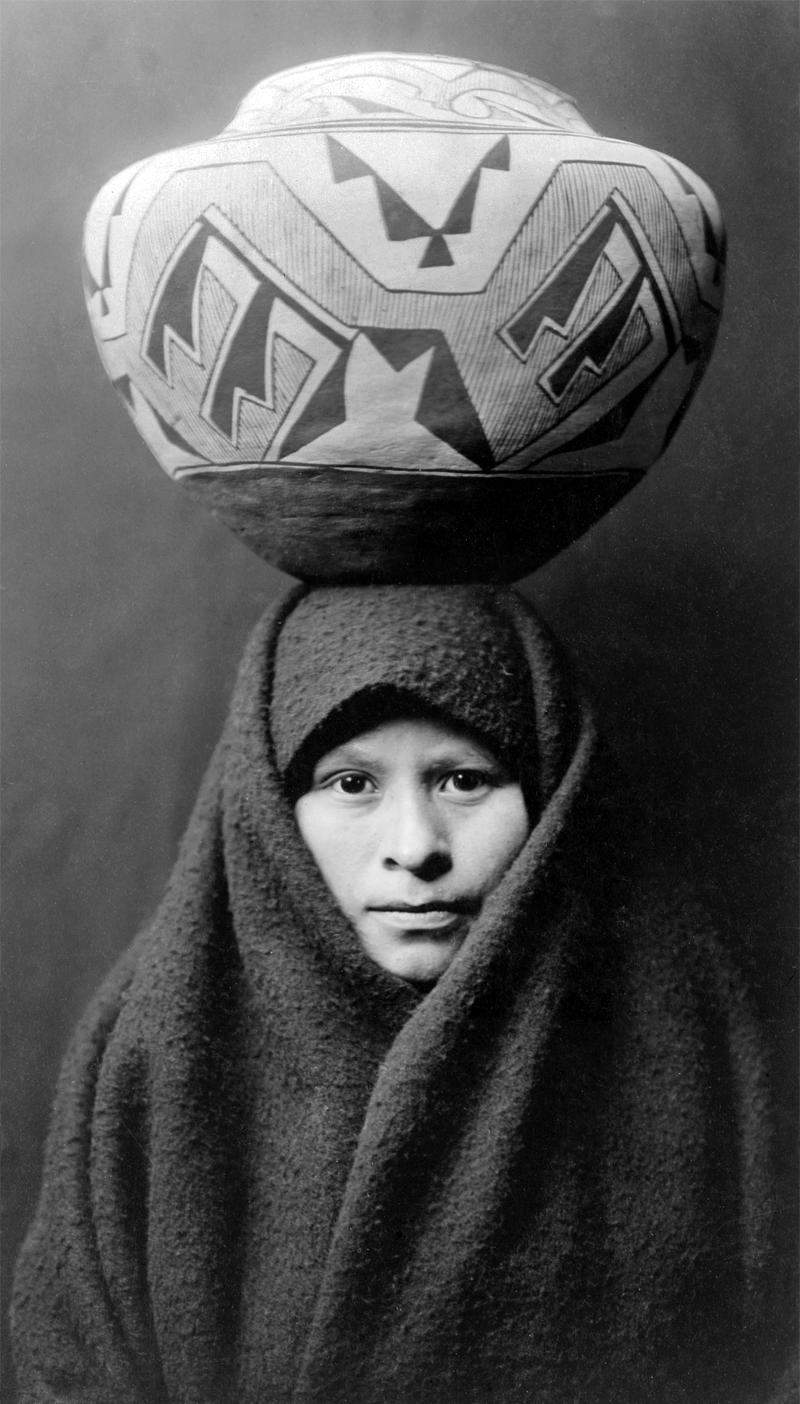
فتاة من قبيلة الزوني الأصلية في أمريكا ترتدي ما يشبه الحجاب.
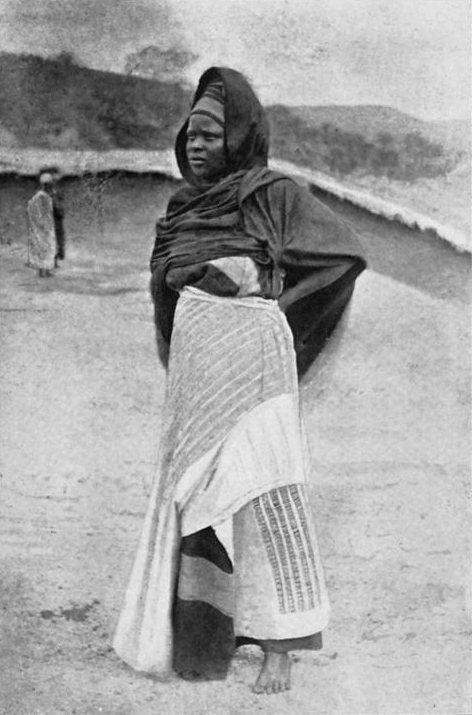
امرأة من عرقية الهوسا التُقطت حوالي عام 1900م.
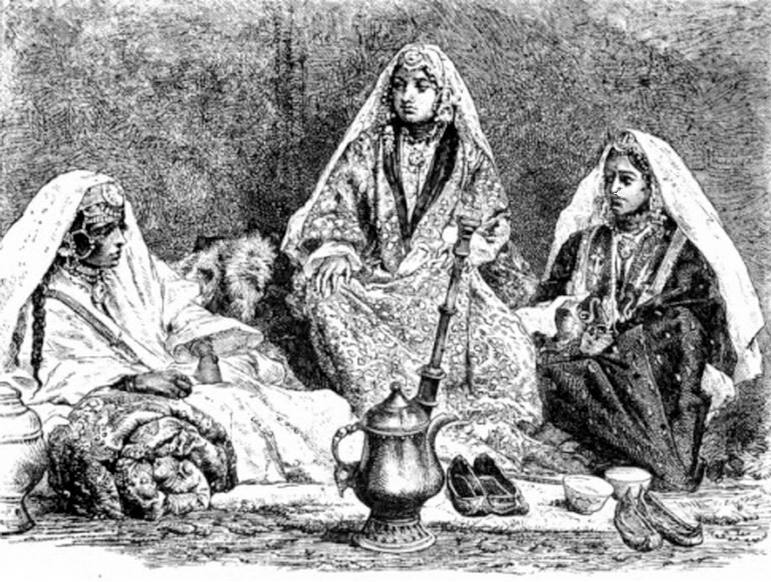
مجموعة من النساء في الهند يرتدون زي الساري.
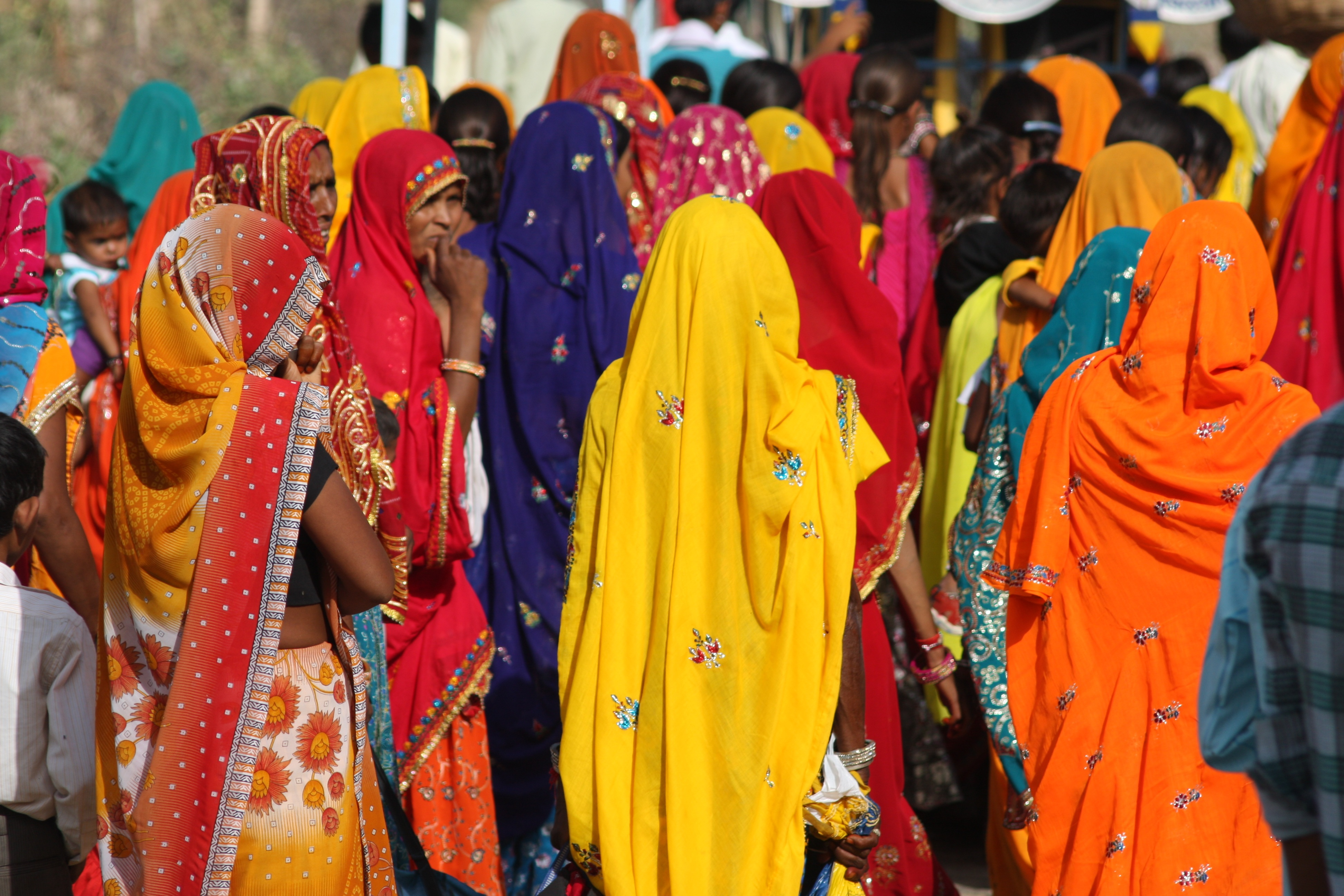
مجموعة من النساء في الهند يرتدون زي الساري.

## زي المرأة في الإسلام
في الإسلام هو لباس يستر جسد المرأة. وهو أحد الفروض الواجبة على المرأة في الشريعة الإسلامية. لغويا الحجاب هو الساتر، وحجب الشيء أي ستره، وامرأة مُحَجَّبَة أي امرأة قد سُترت بستر. عادة ما يسمى غطاء رأس المرأة بالحجاب في الأوساط العربية والإسلامية. وهناك إجماع من علماء الدين الإسلامي على وجوب الحجاب على المرأة.

نساء في الجزائر يرتدين الحايك، وهو نوع من الحجاب.
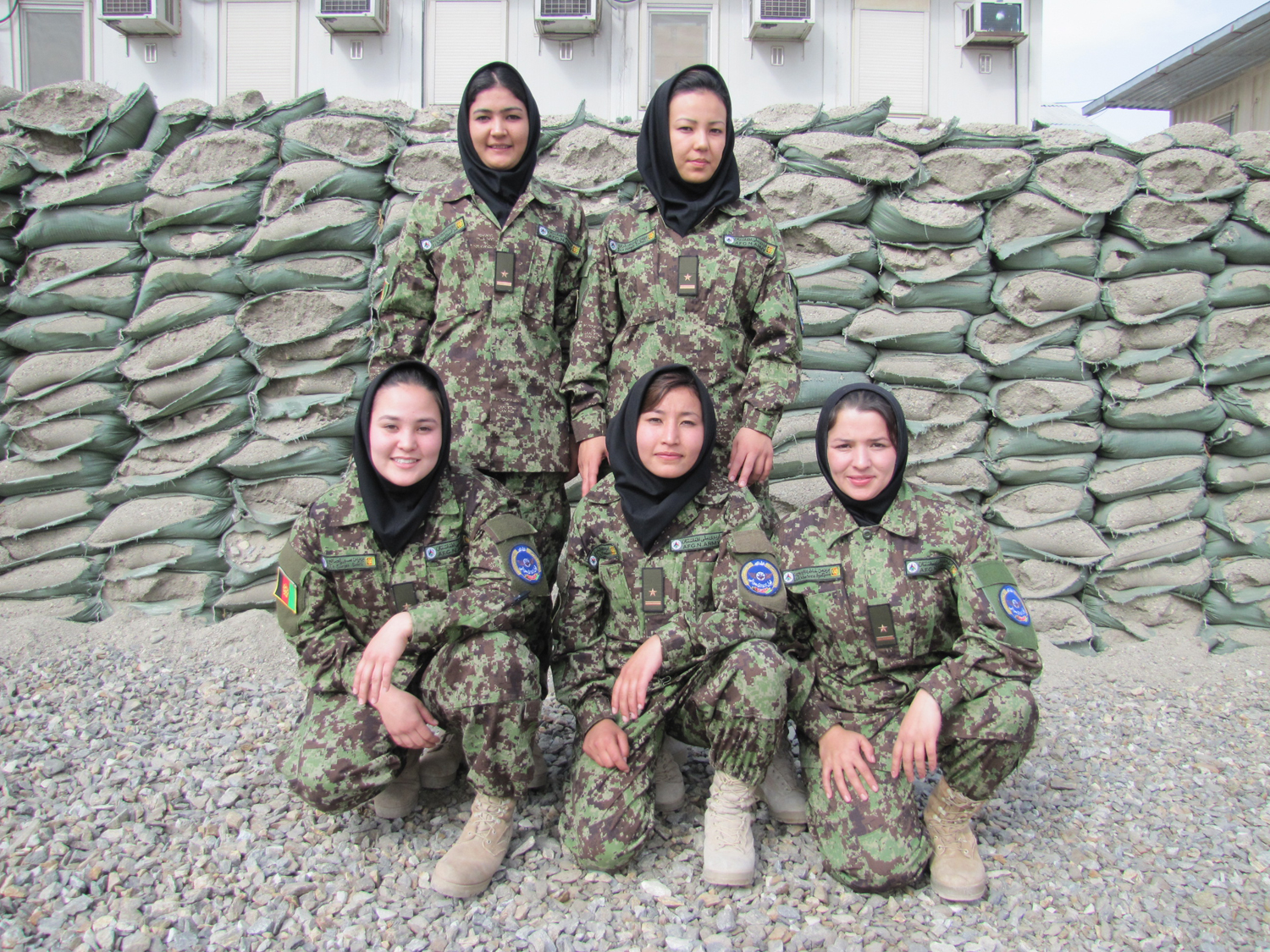
أعضاء من القوات الجوية الأفغانية يرتدون الحجاب.
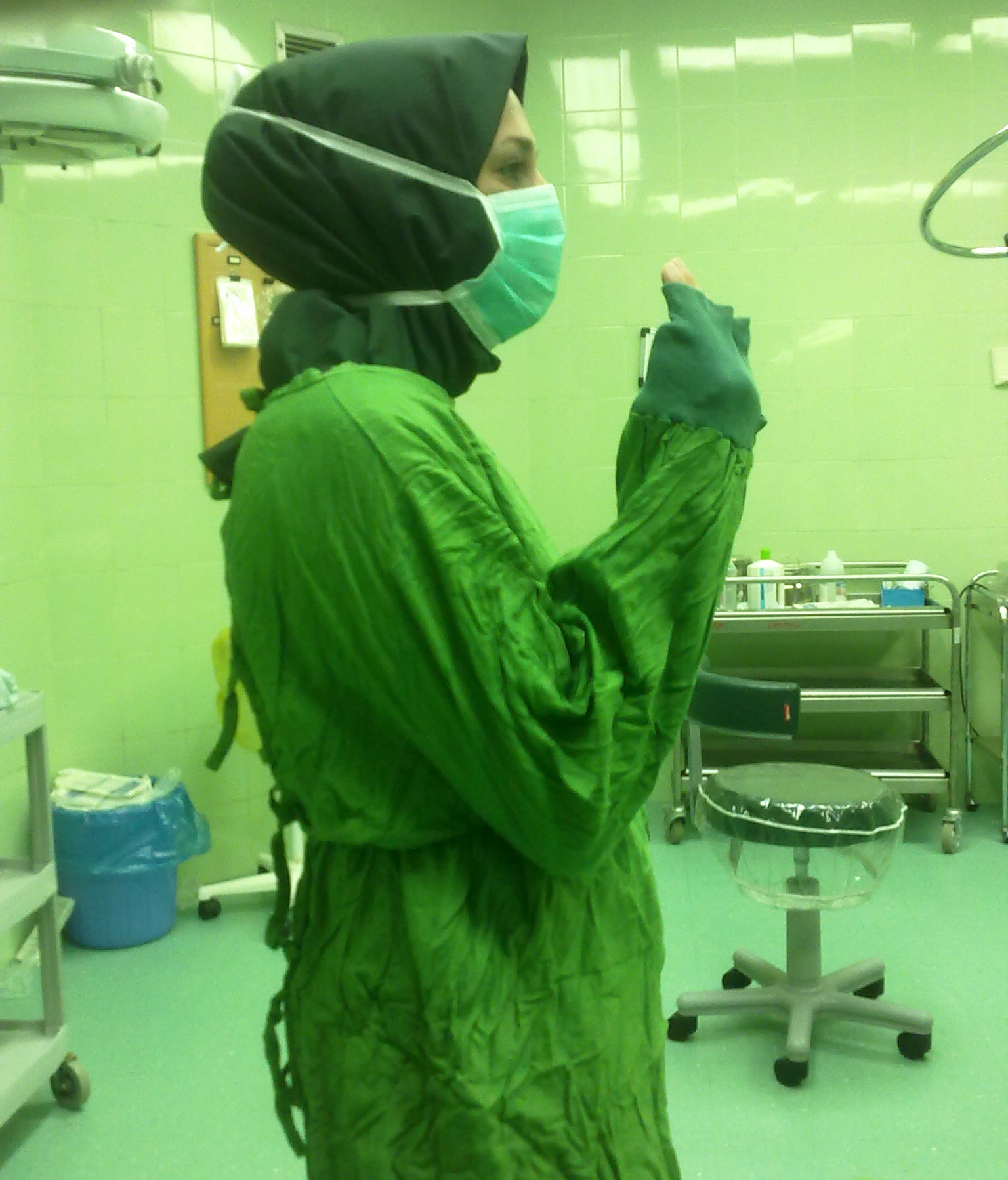
طبيبة جراحة إيرانية بالحجاب.
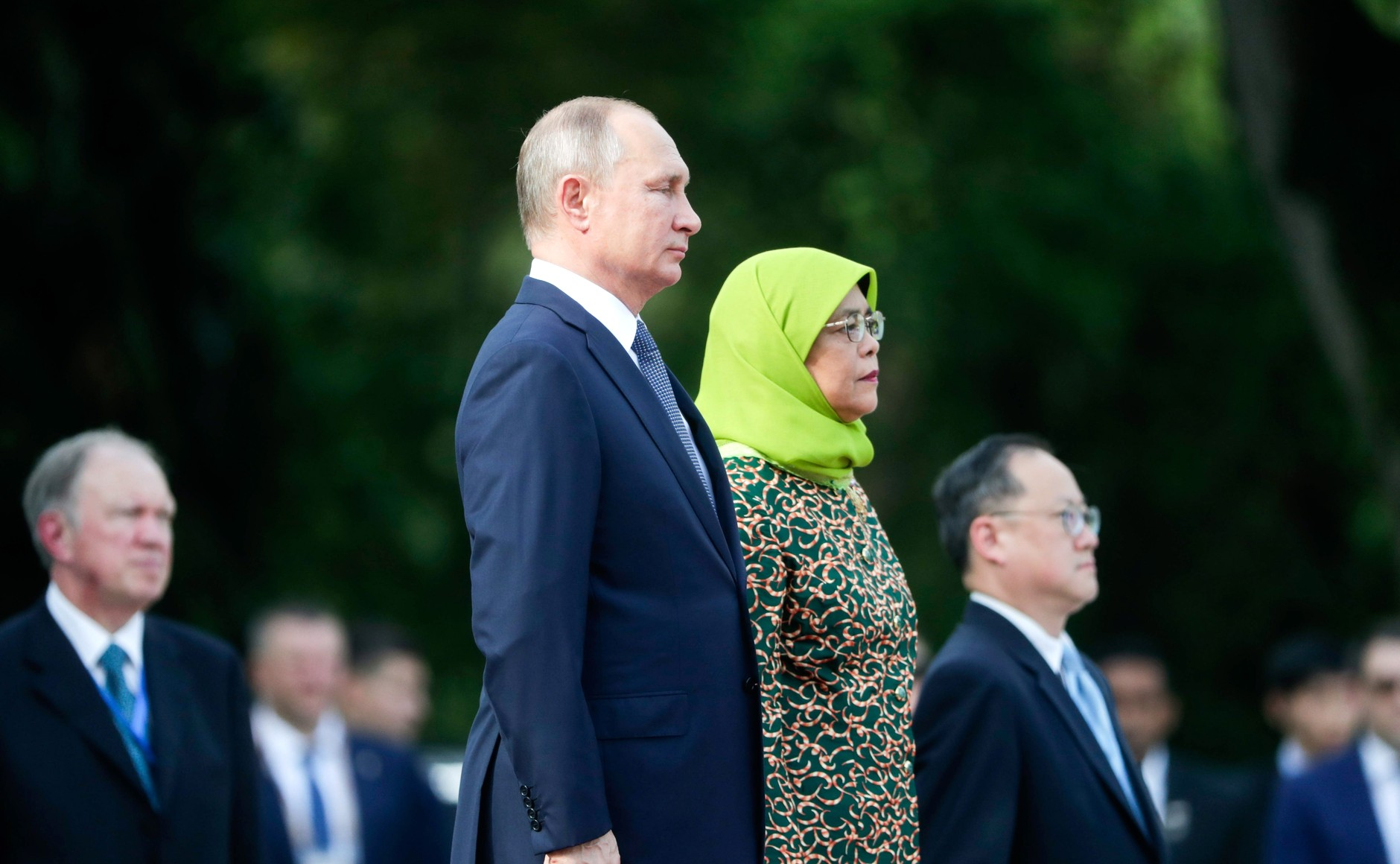
حليمة يعقوب رئيسة سنغافورة ترتدي الحجاب مع الرئيس الروسي فلاديمير بوتين.
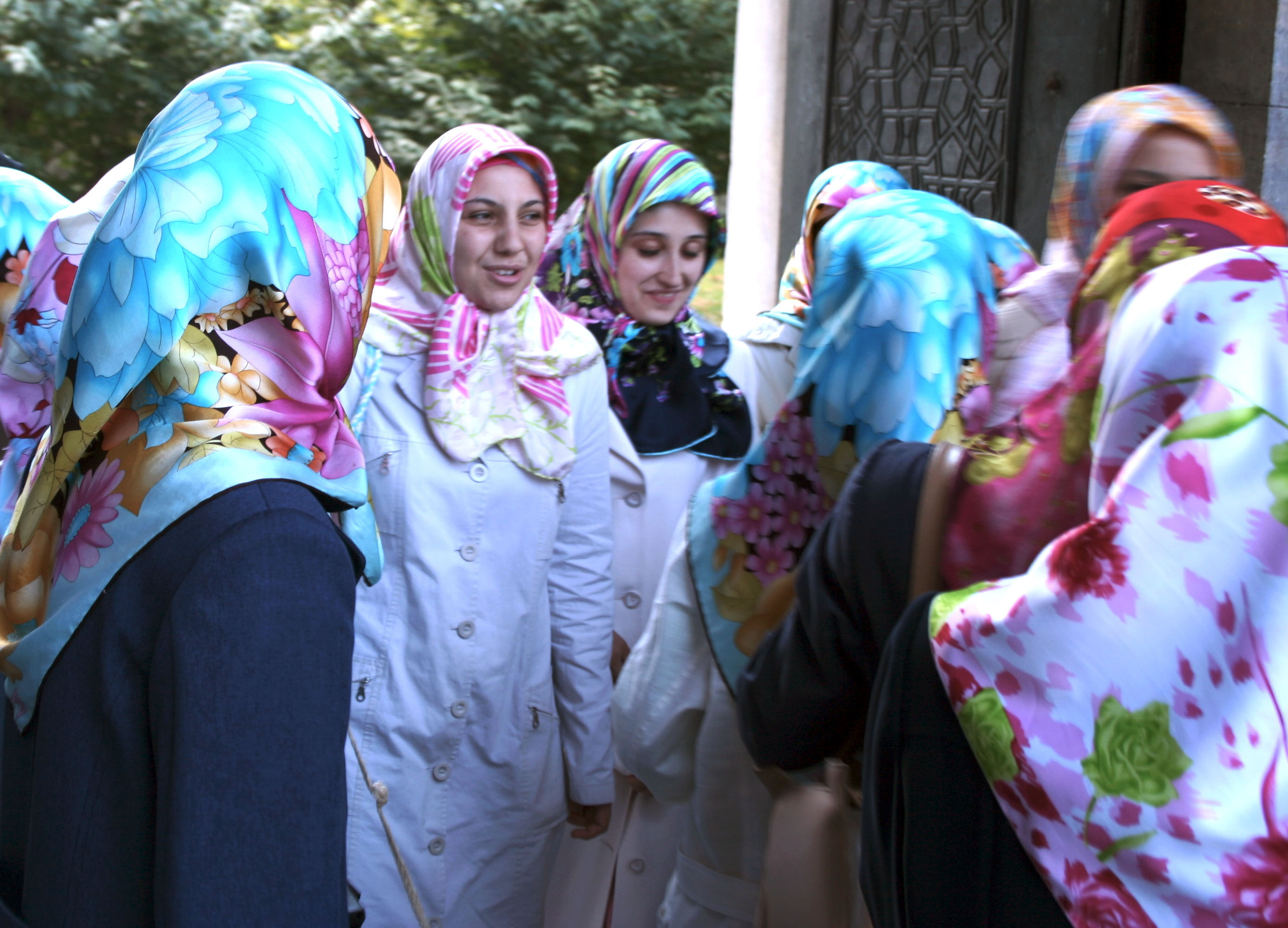
نساء تركيات ترتدين الحجاب.
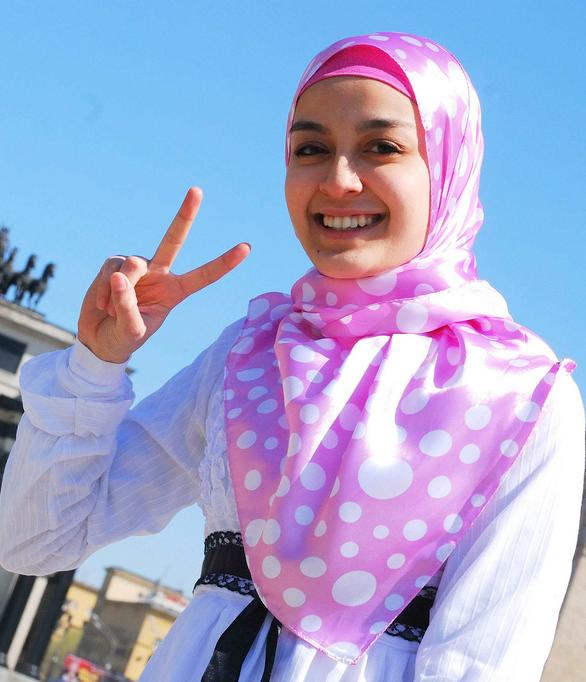
امرأة بالحجاب.